# Saint-Avit (Tarn)
Saint-Avit ist eine französische Gemeinde mit 279 Einwohnern (Stand: 1. Januar 2022) im  Département Tarn in der Region Okzitanien (vor 2016 Midi-Pyrénées). Sie gehört zum Kanton La Montagne noire (bis 2015 Dourgne) und zum Arrondissement Castres. 
Sie grenzt im Norden an Lescout, im Osten an Verdalle, im Südosten an Dourgne, im Süden an Lagardiolle und im Westen an Lempaut.

## Bevölkerungsentwicklung
| Jahr      | 1962 | 1968 | 1975 | 1982 | 1990 | 1999 | 2006 | 2015 |
| --------- | ---- | ---- | ---- | ---- | ---- | ---- | ---- | ---- |
| Einwohner | 130  | 143  | 126  | 123  | 135  | 121  | 189  | 269  |